# Micrurus potyguara
Espèce
Micrurus potyguara est une espèce de serpents de la famille des Elapidae. 

## Répartition
Cette espèce est endémique du Paraíba au Brésil.

## Publication originale
- Pires, Da Silva Jr, Feitosa, Costa-Prudente, Pereira-Filho & Zaher, 2014 : A new species of triadal coral snake of the genus Micrurus Wagler, 1824 (Serpentes: Elapidae) from northeastern Brazil. Zootaxa, no 3811 (4), p. 569–584.